# チョン・スビン
チョン・スビン（정수빈,鄭秀彬,Jung Su-Bin、1999年4月5日 - ）は、男性アイドルグループ「VICTON」のメンバー。Play Mエンターテインメント所属。俳優としても活動している。

## 来歴

### デビュー前
- 1999年4月5日、大田広域市で誕生。小学生の頃、約1年間中国に留学していた。

### デビュー後
- 2016年11月9日、VICTONのメンバーとしてデビューした。
- 2019年9月8日 - 10月20日、PLAYLISTのウェブドラマ『再び会った君』でチョ・アソン役として出演し、俳優デビューした[1]。

## 出演

### ドラマ
- サイコパスダイアリー（2019年11月20日 - 2020年1月9日、tvN）- ユク・ドンチャン役[2]

### ウェブドラマ
- 再び会った君（2019年9月8日 - 10月20日、PLAYLIST）- チョ・アソン役
- 恋の予感コンビニ（2021年1月-、Dingo(YouTube)）- チョン・スビン役
- ハートが輝く瞬間 (21年9月28日 ｰ 12月21日) ｰ チャ・ソクジン役

### MV
- ホ・ガク「듣고 싶던 말 (Without you)」（2020年8月27日）